# サク郡 (アイオワ州)
サク郡（英: Sac County）は、アメリカ合衆国アイオワ州の西部に位置する郡である。2010年国勢調査での人口は10,350人であり、2000年の11,529人から10.2％減少した。郡庁所在地はサクシティ市（人口2,220人）であり、同郡で人口最大の都市でもある。

## 歴史
サク郡は1851年1月15日に設立され、郡名は以前サク族と呼ばれていたソーク族インディアンから採られた。1856年にサクシティが郡庁所在地に指定され、郡庁舎は1862年に建てられた。その郡庁舎は1873年まで使われ、郡民がそのちっぽけな建物よりも郡の方が大きくなったと認識した。よって2代目の郡庁舎が建設された。この建物の大きさは85フィート (26 m) x 56フィート (17 m) あり、石灰岩の基礎にレンガ造りで、上には印象的な塔がある美しい建物だった。アイオワ州でも最上級の郡用建物だと宣言された。この建物は1874年1月に運用開始され、その後直ぐに初代の郡庁舎は売却された。1888年、ある囚人が脱走しようとする途中に、郡庁舎に敷設する監獄に火をつけ、2つの建物が焼失した。サクシティは3万ドルを掛けて新しい郡庁舎を建設した。この庁舎はそれ以来構造的な修正も最小に使われ続けている。ただし1980年代に大掛かりな付加工事が行われた。

## 地理
アメリカ合衆国国勢調査局に拠れば、郡域全面積は578.38平方マイル (1,498.0 km2)であり、このうち陸地575.82平方マイル (1,491.4 km2)、水域は2.56平方マイル (6.6 km2)で水域率は0.44％である。

### 主要高規格道路
| - アメリカ国道20号線 - アメリカ国道71号線 - アイオワ州道39号線 - アイオワ州道110号線 | - アイオワ州道175号線 - アイオワ州道196号線 |

### 隣接する郡
- ブエナビスタ郡 - 北
- カルフーン郡 - 東
- キャロル郡 - 南東
- クロウフォード郡 - 南西
- アイダ郡 - 西

## 人口動態

### 2010年国勢調査
以下は2010年国勢調査による人口統計データである。
基礎データ
- 人口: 10,350人
- 人口密度: 7人/km2（18人/mi2）
- 住居数: 5,429軒
- 使用住居: 4,482軒[6]

### 2000年国勢調査

2000人口ピラミッド

以下は2000年国勢調査による人口統計データである。
| 基礎データ - 人口: 11,529人 - 世帯数: 4,746 世帯 - 家族数: 3,198 家族 - 人口密度: 8人/km2（20人/mi2） - 住居数: 5,460軒 - 住居密度: 4軒/km2（10軒/mi2） 人種別人口構成 - 白人: 98.53% - アフリカン・アメリカン: 0.26% - ネイティブ・アメリカン: 0.09% - アジア人: 0.14% - 太平洋諸島系: 0.02% - その他の人種: 0.40% - 混血: 0.57% - ヒスパニック・ラテン系: 0.96% 年齢別人口構成 - 18歳未満: 24.1% - 18-24歳: 6.9% - 25-44歳: 23.5% - 45-64歳: 22.8% - 65歳以上: 22.7% - 年齢の中央値: 42歳 - 性比（女性100人あたり男性の人口） - 総人口: 95.5 - 18歳以上: 91.8 | 世帯と家族（対世帯数） - 18歳未満の子供がいる: 28.6% - 結婚・同居している夫婦: 58.3% - 未婚・離婚・死別女性が世帯主: 6.2% - 非家族世帯: 32.6% - 単身世帯: 29.4% - 65歳以上の老人1人暮らし: 12.5% - 平均構成人数 - 世帯: 2.37人 - 家族: 2.92人 収入と家計 - 収入の中央値 - 世帯: 32,874米ドル - 家族: 40,504米ドル - 性別 - 男性: 26,183米ドル - 女性: 19,753米ドル - 人口1人あたり収入: 16,902米ドル - 貧困線以下 - 対人口: 9.9% - 対家族数: 6.8% - 18歳未満: 14.0% - 65歳以上: 8.2% |

## 都市と町
| - サクシティ - 郡庁所在地 - オーバーン - アーリー - レイクビュー | - リットン - ネマハ - オードボルト - シェイラー - ウォールレイク |

## 田園部に住む最良の所
2007年2月、雑誌「プログレッシブ・ファーマー」が「田園部に住む最良の所」リストの3年目に、総合点でサク郡を第7位に位置づけた。2009年、同誌はサク郡を中西部で第10位とした。

## ジオキャッシング
サク郡はジオキャッシング（GPSを利用した宝探しゲーム）に適した地域が豊富である。2011年8月、サクシティとリットンの間の農道に沿って幅1マイル (1.6 km)、高さ8マイル (13 km) に一連のキャッシュを "SAC" と綴るように隠したときにサク郡が「地図に載った」。